# Yin Junhua
Yin Junhua (27 de agosto de 1990) é uma pugilista chinesa, medalhista olímpica. 

## Carreira
Yin Junhua competiu na Rio 2016, na qual conquistou a medalha de prata no peso ligeiro.